# نایلسوورث
latitudeنایلسوورثlongitudeنایلسوورث
نایلسوورث (به انگلیسی: Nailsworth) یک شهرک در بریتانیا است که در انگلستان واقع شده‌است.

## خصوصیات
نایلسوورث ۵٬۲۷۶ نفر جمعیت دارد.